# توشیهیرو اوچیدا
توشیهیرو اوچیدا (انگلیسی: Toshihiro Uchida؛ زادهٔ ۱۲ اوت ۱۹۷۲) بازیکن فوتبال اهل ژاپن است.
از باشگاه‌هایی که در آن بازی کرده‌است می‌توان به باشگاه فوتبال ناگویا گرامپوس و باشگاه فوتبال سرزو اوساکا اشاره کرد.